# البداية (قصيدة)
البداية أو كما تعرف باسم أغنية معجزات المسيح (Cantilena de miraculis Christi) هي رواية ألمانية من العصور الوسطى كُتبت بواسطة إيزو وهو دارس وقسيس ألماني من بامبرغ. تعود القصيدة إلى عام 1060 تقريبا.
موضوع القصيدة هو حياة يسوع المسيح. كان لها شعبية كبيرة جدا في أواخر العصور الوسطى، كما كان لها تأثير كبير على الشعر في جنوب ألمانيا، ولها قيمة كبيرة كنصب لأدب الشعر في ذلك الوقت.
نجت القصيدة من تنقيحين مرتبطين مع ستراسبورغ وفوراو. وُجدت القصيدة بواسطة باراك في ستراسبورغ في صورة مخطوطة في أواخر القرن الحادي عشر، ولكن نجا عدد قليل فقط من المقطوعات الشعرية . الأغنية كاملة تتألف من 34 مقطوعة شعرية في إصدار لاحق، في مخطوطة فوراو. القصيدة مكتوبة باللهجة الشرق فرانكونية؛ وتتحدث عن الخلاص والخلق والهبوط وخلاص البشرية. تم تعديل القصيدة بواسطة ب. بيبر وشتاينماير في برلين في عام 1892.